# Capirotă

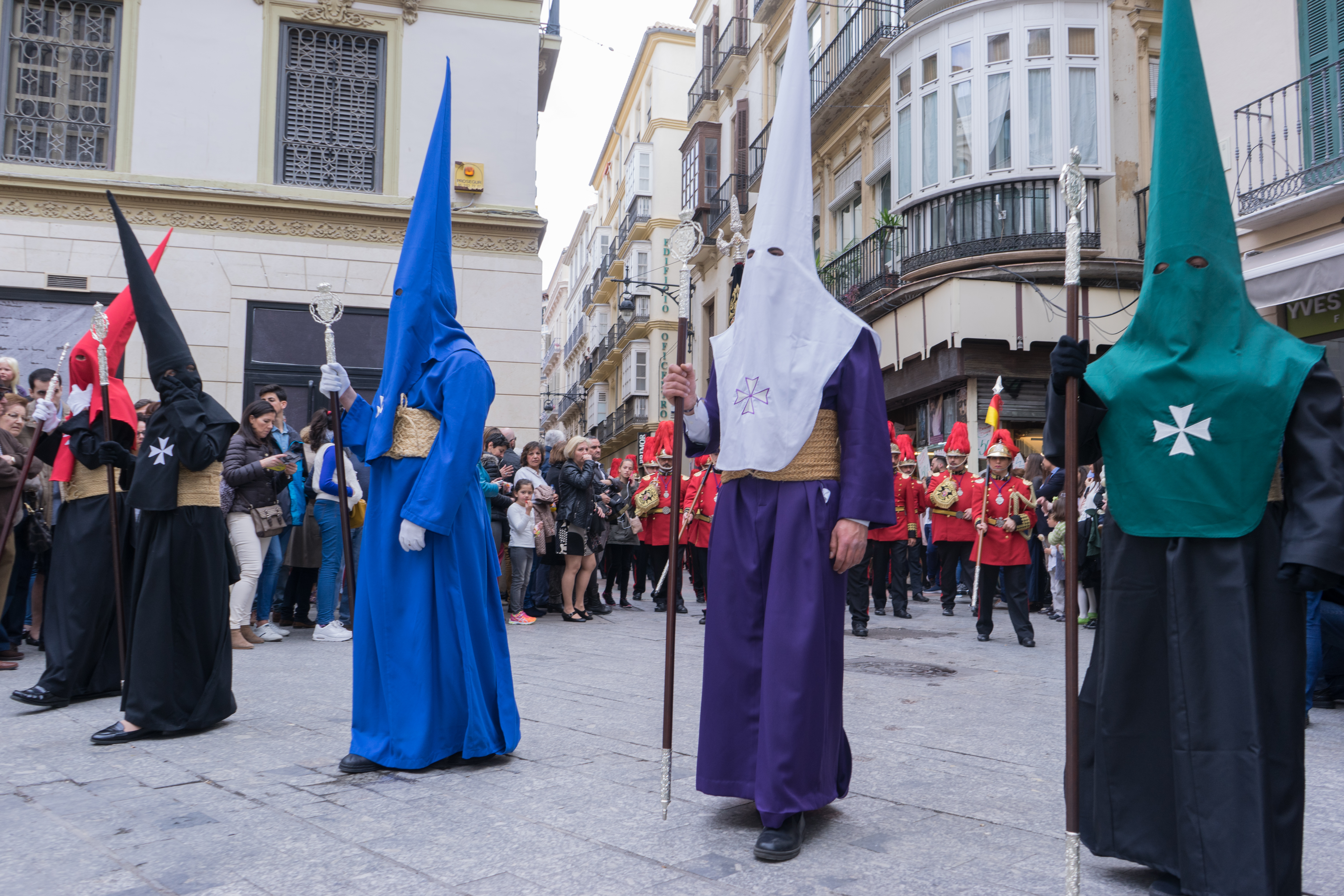

Capirotă este denumirea dată unei scufii de formă conică utilizată în ceremoniile religioase din Spania. Aceasta face parte din uniforma specifică frățiilor Nazarenos și Fariseos, și este folosită pe parcursul procesiunilor pascale și în reconstituirile din Săptămâna Mare.

## Istoria
Din punct de vedere istoric, flagelanții reprezintă sursa tradițiilor actuale, biciuirea fiind modalitatea prin care aceștia își ispășeau pedeapsa. Papa Clement al VI-lea a considerat că flagelanții se pot spovedi doar sub controlul bisericii, decretând astfel Inter sollicitudines. Acesta este unul dintre motivele pentru care flagelanții își ascund fețele.
Uzul capirotei sau a corozei a fost impus în Spania și Portugalia de către Sfântul Oficiu al Inchiziției. Bărbații și femeile arestate trebuiau să poarte o capirotă de hârtie în public, simbol al umilinței. Aceasta era utilizată și în timpul ceremoniilor autodafé. Culoarea acesteia era aleasă în funcție de hotărârea oficiului. Indivizii condamnați la moarte purtau o capirotă roșie. Alte culori denotau alte pedepse.
Ca urmare a abolirii Inchiziției, capirota a continuat să reprezinte penitența și osânda în frățiile catolice. Totuși, cea utilizată astăzi este diferită: este acoperită cu material de înaltă calitate. Mai târziu, în timpul celebrării Paștelui în Andaluzia, penitenții mărșăluiesc pe străzi purtând capirote.
Capirota reprezintă astăzi simbolul penitentului catolic: numai membrilor unei confrerii le este permis portul acesteia pe durata procesiunilor solemne. Copiii pot primi capirota după prima lor împărtășanie, moment în care sunt primiți în frăție. Capirota este folosită pe întreg parcursul spovedaniei. În Sevilla, intrarea în catedrală fără o capirotă este interzisă.

## Alte utilizări
În New Orleans, în perioada dintre Revolta din 1768 și abolirea cabildo-ului spaniol, sărbătorirea evenimentului Mardi Grass de către catolicii francezi din oraș a fost restricționată de clerul spaniol. Există posibilitatea ca cel de-al doilea Ku Klux Klan, cunoscut pentru sentimentele anticatolice, să-și fi modelat o parte din simboluri după capirotă și sanbenito.

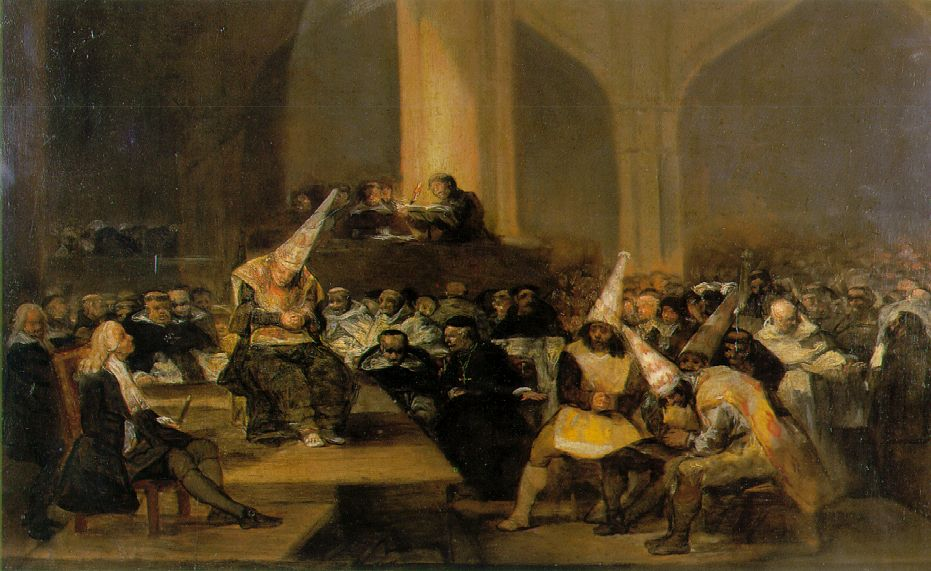
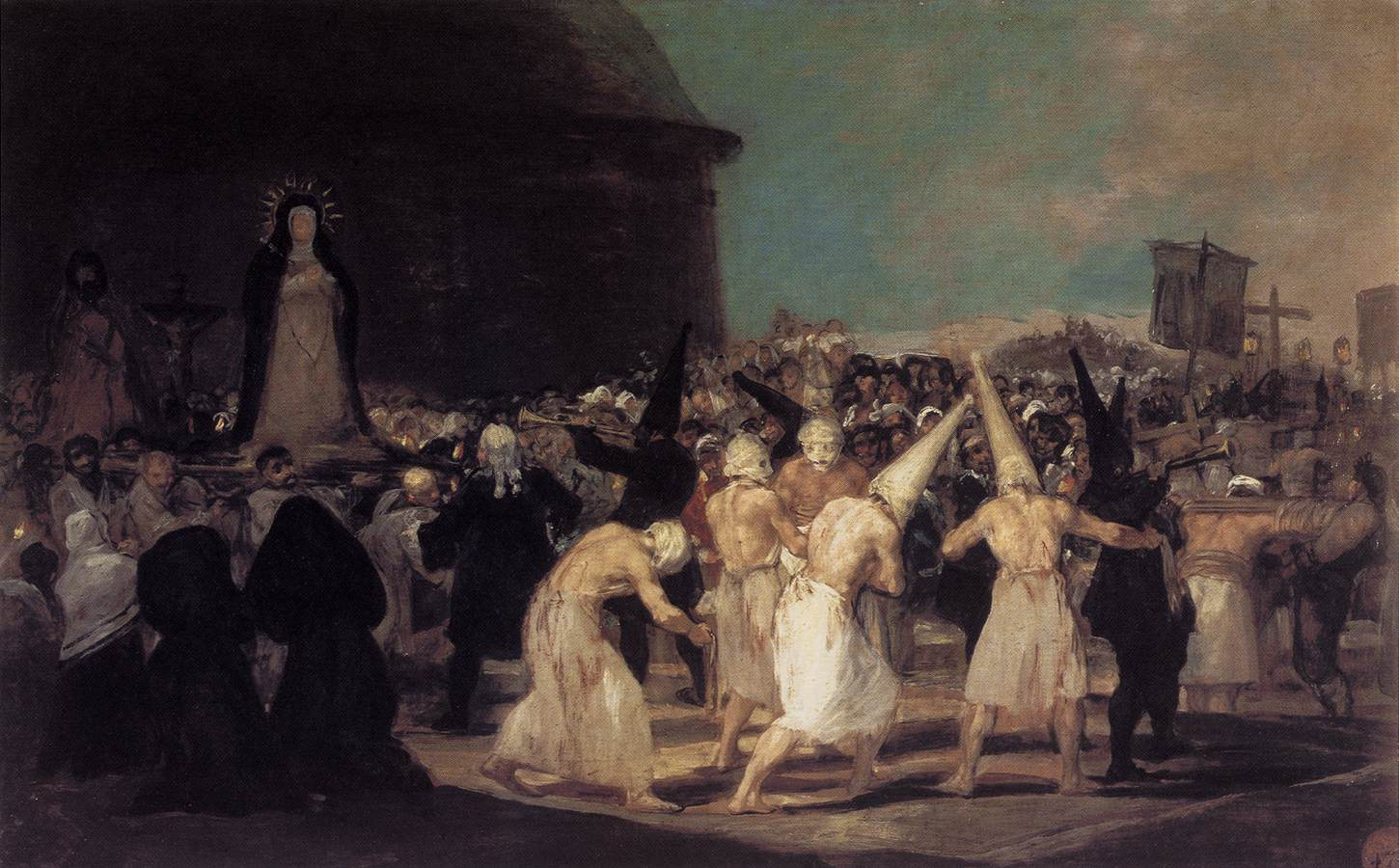
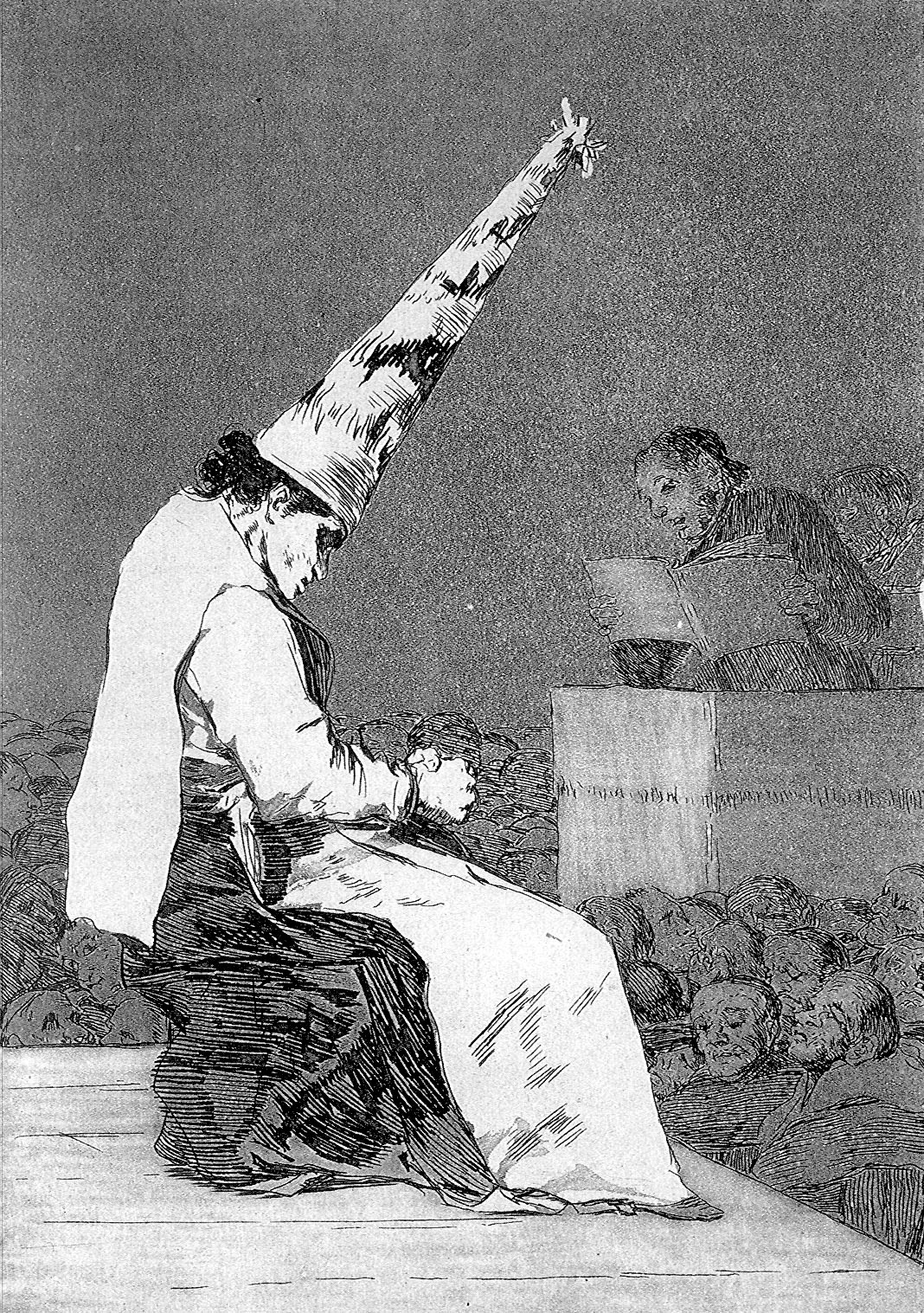
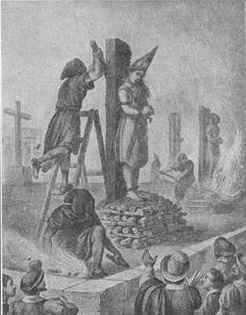
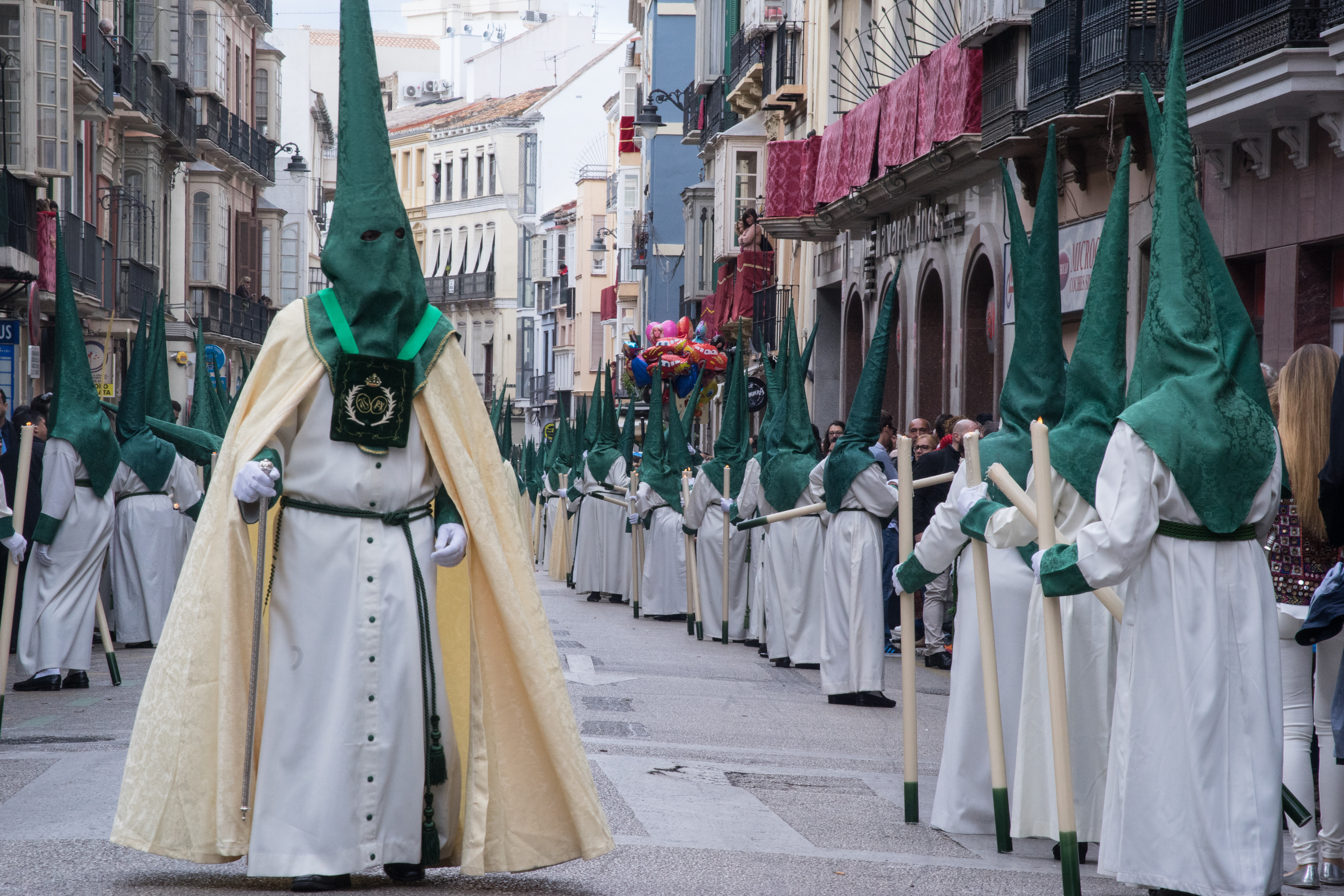
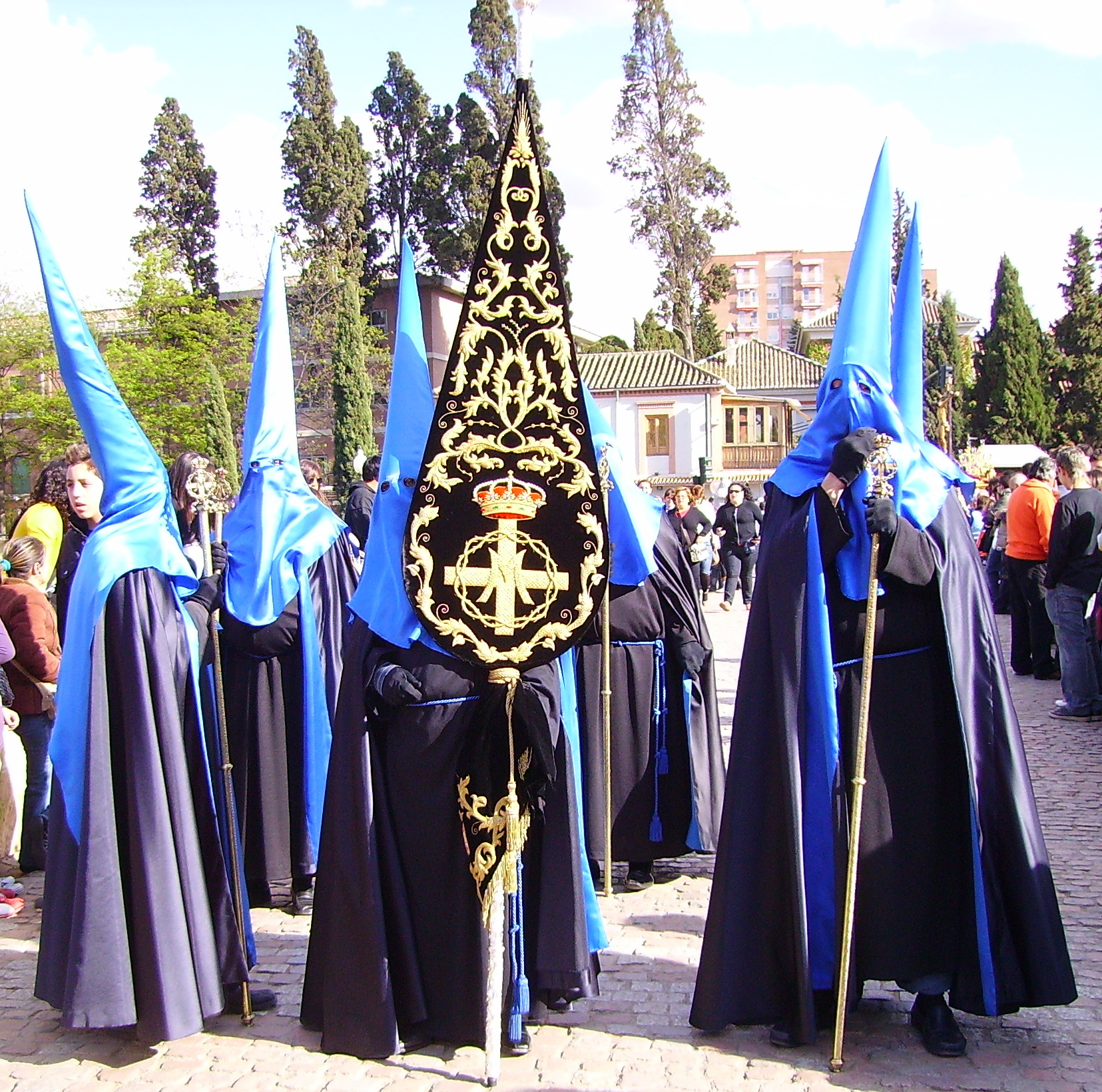
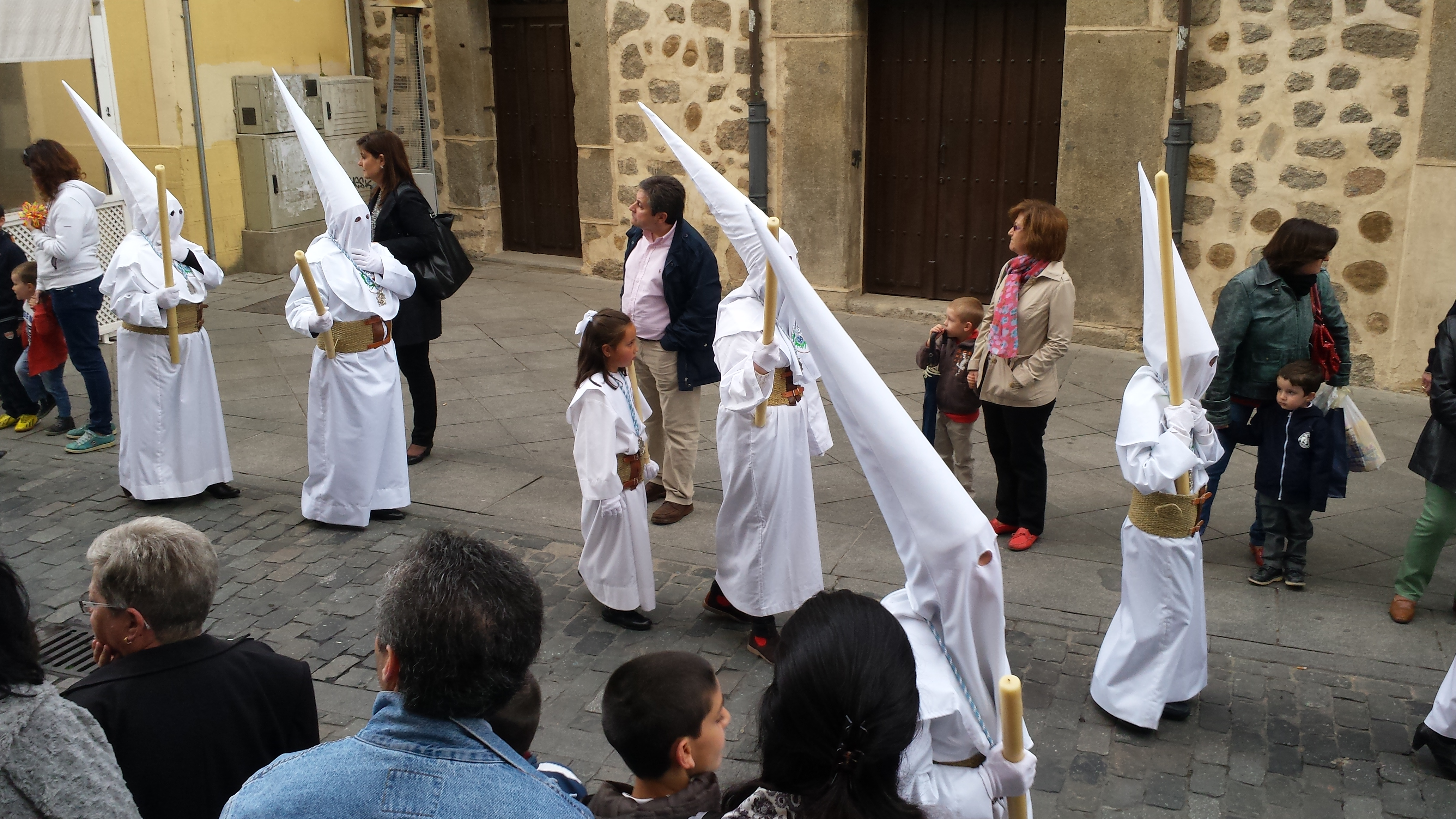
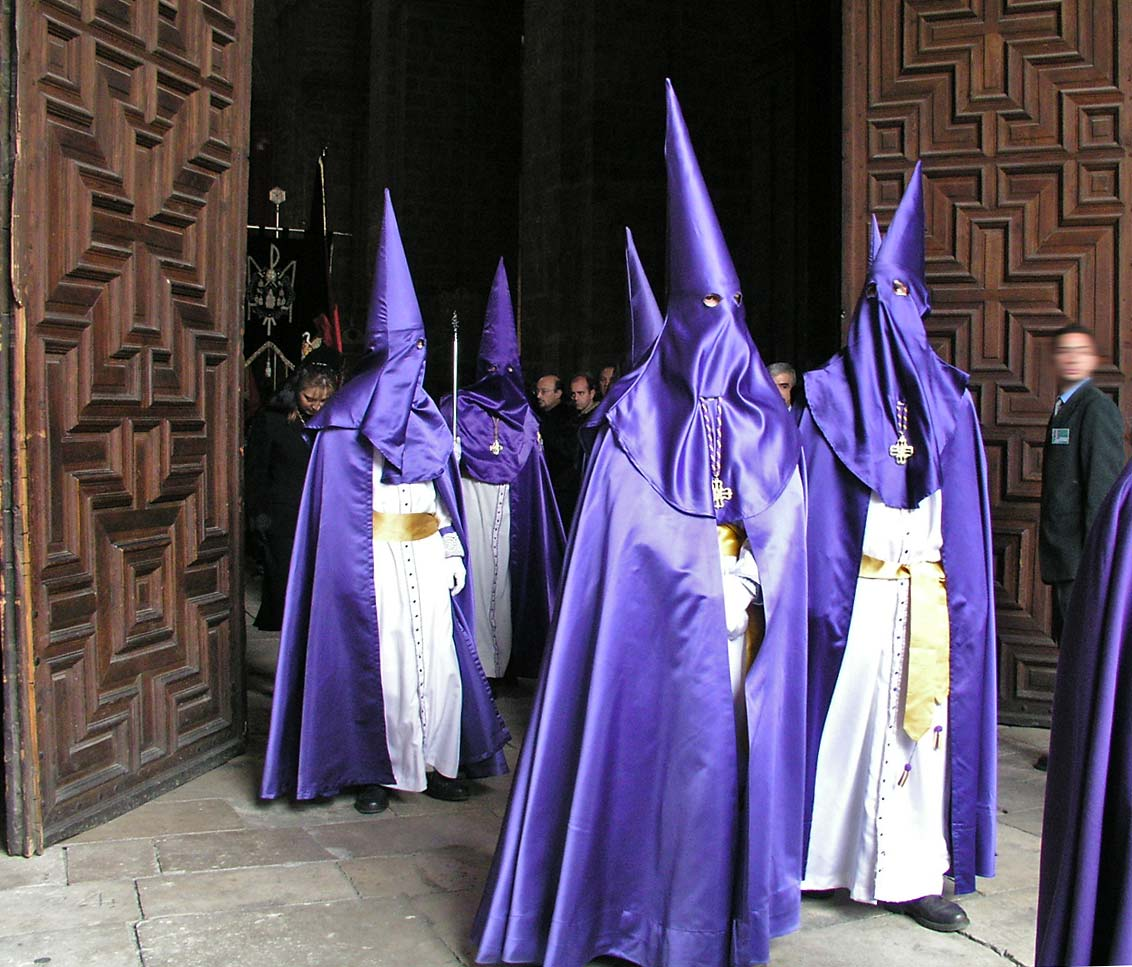